# Autostrada A571 (Niemcy)
Autostrada A571 (niem. Bundesautobahn 571 (BAB 571) także Autobahn 571 (A571)) – autostrada w Niemczech przebiegająca z północy na południe i łączy autostradę A61 z drogą B266 koło Ehlingen w Nadrenii Północnej-Westfalii.
Autostrada miała stanowić połączenie autostrady A61 z autostradą A31, której rozbudowę zawieszono.